# Piotr Śleboda
Piotr Śleboda (ur. 22 stycznia 1987 w Grudziądzu) – polski lekkoatleta, specjalizujący się w skoku wzwyż.

## Osiągnięcia
Reprezentant Polski w meczach międzypaństwowych (w kategorii młodzieżowców). Medalista mistrzostw Polski seniorów ma w dorobku złoto (Bydgoszcz 2011), srebro (Toruń 2013) oraz trzy brązowe medale (Szczecin 2008, Bielsko-Biała 2012 i Szczecin 2014). Stawał na podium halowych mistrzostw Polski seniorów zdobywając jeden złoty (Spała 2012) i jeden brązowy medal (Spała 2010). W ciągu swojej kariery wywalczył dwa medale młodzieżowych mistrzostw Polski (złoto: Grudziądz 2008; brąz: Bielsko-Biała 2009) oraz stawał na podium halowych mistrzostw kraju juniorów.

## Rekordy życiowe
Na stadionie
- skok wzwyż – 2,28 m (21 czerwca 2013, Iława) – 17. wynik w historii polskiej lekkoatletyki[1]

W hali
- skok wzwyż – 2,27 m (16 lutego 2012, Praga)